# 圣阿维里维耶尔
圣阿维里维耶尔（法語：Saint-Avit-Rivière，法語發音：[sɛ̃.t‿avi ʁivjɛʁ]）是法国多尔多涅省的一个市镇，属于贝尔热拉克区。该市镇总面积14平方公里，2009年时的人口为79人。

## 人口
圣阿维里维耶尔人口变化图示